# Bọ mắm
Bọ mắm, cũng có tên là thuốc giòi, tên khoa học Pouzolzia zeylanica, là một loài thực vật có hoa trong họ Tầm ma, có dạng cây thảo mọc hoang. Loài này được (L.) Benn. & R. Br. mô tả khoa học đầu tiên năm 1838.
Cây bọ mắm mọc bò lan trên mặt đất ở những cánh đồng ẩm thấp, bản địa trải dài từ Ấn Độ và bán đảo Đông Dương xuống Malaysia và quần đảo Philippin.
Lá cây mỏng, hình trứng thon, nhọn đầu, dài 4–9 cm, ngang khoảng 2 cm. Mặt lá lốm đốm chấm trắng.
Hoa nhỏ nở thành chùm ở nách nhánh. Trái bọ mắm hình trứng nhọn có khía dọc như chia ra từng múi.

## Sử dụng
Cây bọ mắm dùng trong dân gian để chữa ho cảm, đau họng, thông sữa.
Đặc biệt là trong ngành ẩm thực Việt Nam, cây bọ mắm được dùng để chống giòi. Cây hái về đem cả cây thái nhỏ rồi trộn vào mắm tôm thì mắm không bị giòi bọ. Vì vậy cây mới có tên "bọ mắm" hay "thuốc giòi".